# 유조 (동창후)
유조(劉祖, ? ~ ?)는 전한 말기의 제후로, 청하강왕의 고손이다.

## 행적
아버지 유패의 뒤를 이어 동창후(東昌侯)에 봉해졌으나, 전한이 멸망하여 작위가 박탈되었다.

## 출전
- 반고, 《한서》 권15하 왕자후표 下

| 선대 아버지 동창절후 유패 | 전한의 동창후 ? ~ 8년 | 후대 (전한 멸망) |